# NGC 2902
NGC 2902 este o galaxie lenticulară situată în constelația Hidra. A fost descoperită în 8 februarie 1785 de către William Herschel. Se află la o distanță de 34,67 de megaparseci de Pământ.